# David Fernández Ortiz
David Fernández Ortiz (Igualada, Anoia, 24 de juny de 1970), és un actor i humorista català, i també ha actuat com a cantant i en doblatge de cinema. Es feu famós internacionalment amb la seva interpretació de Rodolfo Chikilicuatre al Festival de la Cançó d'Eurovisió 2008 a Belgrad, Sèrbia.

## Trajectòria
Després d'estudiar joieria industrial, decidí dedicar-se al teatre. L'any 1998 entrà a formar part de la companyia teatral La Cubana, amb la qual participà en la sèrie de televisió Me lo dijo Pérez i posteriorment en obres de teatre com Equipatge el 2000 i Una nit d'òpera.
El 2002 començà a col·laborar amb la productora El Terrat, essent protagonista de l'obra de teatre Comando a Distancia.
La seva primera aparició en televisió fou al programa Una Altra Cosa, presentat per Andreu Buenafuente i emès a la Televisió de Catalunya entre 2002 i 2004. En aquest programa es feu famós interpretant personatges com el Gilipollas o Narcís Reyerta.
Després començà a treballar al programa Buenafuente, emès primer a Antena 3 i actualment a La Sexta, interpretant personatges creats per ell, com el Gilipollas, Zuloaga, Nataly Pussy, Marcia o Santi Clima, o amb imitacions de personatges reals, com el cantant Michael Jackson o Mahmud Ahmadineyad, president de l'Iran. El personatge que li donà més fama fou l'esperpèntic Rodolfo Chikilicuatre durant l'any 2008.
En la temporada 2008-09, David abandonà el programa Buenafuente i posteriorment participà en la sèrie Pelotas, emesa per TVE, i als films Mami Blue, dirigit per Miguel Ángel Calvo Buttini i estrenat el 2010, i Herois, de Pau Freixas.
El febrer de 2011 es va incorporar al programa Crackòvia de TV3, interpretant al jugador del Real Madrid Di María. A l'octubre de 2011 estrena Frikilikis a Cuatro. El 2012, substitueix a Agustín Jiménez a l'obra de teatre La cena de los idiotas. Enregistra el programa còmic Señoras que... per a Neox i participa en l'especial de la revetlla de cap d'any "Hotel 13 Estrellas. 12 Uvas" de La1 de Televisió Espanyola.
Desde 2013 participa freqüentment al programa de Antena 3, Me resbala.
També va col·laborar com a actor a una broma preparada per a Jordi Hurtado, a la gala Inocente, inocente 2014 de TVE.
El 5 de febrer de 2016 va participar juntament amb Juanra Bonet, que va imitar a Miguel Bosé, a la Gala Casting de Tu cara me suena imitant a Bimba Bosé.
A finals de maig de 2017, forma part dels actors del recuperat Homo Zapping imitant a diversos personatges com Risto Mejide, Fran Blanco o Eduardo Inda entre d'altres.

### Rodolfo Chikilicuatre
En la nova etapa del programa Buenafuente a La Sexta David Fernández començà a interpretar diversos personatges relacionats amb notícies reals d'actualitat. El 21 de gener de 2008, basant-se en la notícia de l'invent de la guitarra amb vibrador, encarnà el paper d'un personatge anomenat Ricardo Rosanti i nacionalitat argentina, que afirmava ser l'inventor de l'aparell. El 5 de febrer, va reaparèixer al programa, amb el nou nom de Rodolfo Chikilicuatre presentant a Buenafuente una cançó amb ritme de reggaeton anomenada Baila el Chiki Chiki.

### Festival d'Eurovisió 2008
Posteriorment, Buenafuente va decidir presentar la cançó al concurs Salvemos Eurovisión, que TVE i Myspace havien organitzat per escollir la cançó que representaria a Espanya al Festival de la Cançó d'Eurovisió 2008, a celebrar en Belgrad del 20 al 24 de maig. Els candidats exposaren les seves cançons. El vot popular escollí 5 candidats i el vot professional 5 més.
De forma sorprenent, Rodolfo aconseguí el primer lloc a la llista de votacions via MySpace, amb Baila el Chiki-chiki. Aquest tema, a causa de la campanya de publicitat que LaSexta va fer usant el portal YouTube, causà furor, i fou reconegut pels teleespectadors espanyols.
A la gala final Salvemos Eurovisión, organitzada també per TVE i emesa el 8 de març de 2008, s'escollí Chikilicuatre amb la màxima puntuació possible entre els 10 candidats preseleccionats, i fou nomenat representant d'Espanya a Eurovisió 2008.
David, caracteritzat com a Rodolfo Chikilicuatre, fou el representant d'Espanya el 24 de maig de 2008 al Festival d'Eurovisió.
La seva actuació, acompanyat de les ballarines Disco i Gràfica rebé alguns xiulets i finalitzà en el lloc setzè amb 55 punts. En tot cas, Rodolfo Chikilicuatre aconseguí batre tots els rècords d'audiència a Espanya, amb 10,6 milions d'espectadors durant les votacions.
David Fernández abandonà el personatge de Rodolfo Chikilicuatre dues setmanes després del Festival d'Eurovisió 2008.

## Filmografia principal

### Cinema
- 2004: Inconscients, de Joaquim Oristrell
- 2005: Kibris: la ley del equilibrio, de Germán Monzó
- 2005: Tapes, de José Corbacho i Juan Cruz
- 2007: Donkey Xote, de Jose Pozo (donant veu al cavall Rocinante)
- 2009: Fuga de cerebros, de Fernando González Molina
- 2009: Spanish Movie, de Javier Ruiz Caldera
- 2010: Mami Blue, de Miguel Ángel Calvo Buttini
- 2010: Herois, de Pau Freixas

### Televisió
- 2002-2004: Una altra cosa, amb Andreu Buenafuente
- 2002: Hospital Central (1 episodi)
- 2003: Javier ya no vive solo (1 episodi)
- 2003: 7 vidas (1 episodi)
- 2004: Los Serrano (1 episodi)
- 2004: Majoria absoluta (1 episodi)
- 2004-2006: Homo Zapping (1 episodi)
- 2005: Abuela de verano (1 episodi)
- 2005-2008: Buenafuente, amb Andreu Buenafuente
- 2009-2010: Pelotas, de José Corbacho i Juan Cruz
- 2011: Crackòvia

## Teatre
- 1999-2000:[8] "Equipatge per al 2000", La Cubana.
- 2001: "Una nit d'òpera", La Cubana.
- 2003: "Comando a distancia", El Terrat.
- 2006: "La vida mata", El Terrat.
- 2010: "La cena de los idiotas", Josema Yuste.
- 2015: "Maldita fortuna", Paco Mir.
- 2019- : "Dos", Juanra Bonet i David Fernández.[9]